# The Scoffer
The Scoffer is een Amerikaanse dramafilm uit 1920 onder regie van Allan Dwan.

## Verhaal
De godsvruchtige dokter Stannard Wayne trouwt met Alice Porn, de minnares van de gewetenloze dokter Arthur Richards. Als dokter Richards een illegale abortus uitvoert, zorgt hij ervoor dat de sporen naar dokter Wayne leiden. Zijn collega wordt voor vijf jaar naar de gevangenis gestuurd. Na zijn vrijlating is hij een cynicus geworden. Hij gaat bij toeval in hetzelfde dorp wonen, waar dokter Richards en Alice zich hebben teruggetrokken. Margaret Haddon vraagt dokter Wayne om een jongen te opereren, die door zijn vader kreupel geslagen is. Aanvankelijk weigert hij, maar dan laat hij zich toch ompraten. Tijdens de ingreep wordt het huis onder aansporing van dokter Richards bestormd door een woedende menigte. Dokter Wayne bidt tot God en als bij wonder overleeft het kind de operatie. Daardoor vindt hij zijn geloof weer terug.

## Rolverdeling
| Acteur             | Personage           |
| ------------------ | ------------------- |
| Mary Thurman       | Margaret Haddon     |
| James Kirkwood     | Dr. Stannard Wayne  |
| Philo McCullough   | Dr. Arthur Richards |
| Rhea Mitchell      | Alice Porn          |
| John Burton        | Dabney              |
| Noah Beery         | Boorman             |
| Eugenie Besserer   | Vrouw van Boorman   |
| Georgie Stone      | Zoon van Boorman    |
| Bernard J. Durning | Parson Carson       |
| Ward Crane         | Albany Kid          |